# Ordinul „Recunoștința Patriei”
Ordinul „Recunoștința Patriei” este o distincție de stat din Republica Moldova. În ierarhia priorității ordinelor și medaliilor de stat ale Republicii Moldova este al șaselea, imediat după ordinul „Gloria Muncii”, fiind urmat de toate medaliile și ordinul „Credință Patriei”.

## Conferire
Ordinul „Recunoștința Patriei” se conferă pentru educația a cinci și mai mulți copii, după ce ultimul copil împlinește vîrsta de șaisprezece ani. La conferirea Ordinului „Recunoștința Patriei” se iau în considerație copiii înfiați în conformitate cu legislația în vigoare și cei care și-au pierdut viața sau au dispărut fără urmă în timpul satisfacerii serviciului militar, conflictelor militare, sau care au încetat din viață din cauza rănilor, contuziilor, mutilărilor, bolilor contractate ca urmare a situațiilor menționate, sau ca urmare a infirmității de muncă sau a bolilor profesionale.
Până în ianuarie 2021, Ordinul nu a fost conferit nimănui niciodată.

## Descriere
Ordinul „Recunoștința Patriei” se confecționează din tombac și reprezintă o cruce stilizată, puțin convexă, poleită cu aur, formată din raze divergente reliefate. În centru pe suprafața unui cerc de argint în relief, se află imaginea unui copil, a unei femei și a unui bărbat. Pe marginea cercului se află imprimată inscripția „Recunoștința Patriei”, în partea inferioară se află imaginea Drapelului de Stat acoperit cu smalț albastru, galben și roșu. Crucea este încadrată pe circumferința unei coroane de laur în relief. Ordinul se fixează cu ajutorul unui inel de o baretă în formă de fundă, confecționată din metal acoperit cu dungi de smalț albastru, galben și roșu, încadrată într-un chenar auriu. În centrul baretei este amplasat un ornament floral în relief. Diametrul ordinului este de 40 mm.